# Bodzentyn (gemeente)
De gemeente Bodzentyn is een stad- en landgemeente in het Poolse woiwodschap Święty Krzyż, in powiat Kielecki.
De zetel van de gemeente is in Bodzentyn.
Op 30 juni 2004 telde de gemeente 11 716 inwoners.

## Oppervlakte gegevens
In 2002 bedroeg de totale oppervlakte van gemeente Bodzentyn 160,32 km², waarvan:
- agrarisch gebied: 50%
- bossen: 45%

De gemeente beslaat 7,13% van de totale oppervlakte van de powiat.

## Demografie
Stand op 30 juni 2004:
| Omschrijving                   | Totaal | Totaal | Vrouwen | Vrouwen | Mannen | Mannen |
| ------------------------------ | ------ | ------ | ------- | ------- | ------ | ------ |
| eenheid                        | aantal | %      | aantal  | %       | aantal | %      |
| inwoners                       | 11 716 | 100    | 5896    | 50,3    | 5820   | 49,7   |
| bevolkingsdichtheid (inw./km²) | 73,1   | 73,1   | 36,8    | 36,8    | 36,3   | 36,3   |

In 2002 bedroeg het gemiddelde inkomen per inwoner 1254,69 zł.

## Aangrenzende gemeenten
Bieliny, Górno, Łączna, Masłów, Nowa Słupia, Pawłów, Suchedniów, Wąchock
- Virtual International Authority File: 303487668